# IBM Research – Zurich
IBM Research – Zurich (vormals IBM Zurich Research Laboratory) mit Sitz in Rüschlikon bei Zürich ist das europäische Forschungszentrum von IBM und wird getragen von der IBM Research GmbH. Die Arbeiten des Instituts führten zu bahnbrechenden Erfindungen. Zwei Entdeckungen wurden mit Nobelpreisen ausgezeichnet.

## Geschichte
Das IBM Zurich Research Laboratory wurde 1956 in Adliswil gegründet. Seit 1962 befindet es sich in Rüschlikon.
Die Forschung des Labors wurde in den 1980er Jahren mit zwei Nobelpreisen der Physik gewürdigt. Gerd Binnig und Heinrich Rohrer erhielten 1986 den Preis für ihre Pionierarbeiten zum Rastertunnelmikroskop. Zudem wurde das Nanotechnology Center auf demselben Gelände nach ihnen benannt. Georg Bednorz und Karl Alexander Müller wurden 1987 für ihre Forschung zur Hochtemperatursupraleitung geehrt. Darüber hinaus wurden am Labor Technologien wie die Trellis-Code-Modulation für effiziente Datenübertragung, Festplattenkodierungen mit hoher Datendichte wie PRML und das Netzwerkprotokoll Token Ring entwickelt.
2003 wurde das Forschungslabor in eine GmbH ausgegliedert und bildet seitdem eine eigenständige juristische Person nach schweizerischem Obligationenrecht. IBM ist jedoch weiterhin alleiniger Eigentümer.
2011 wurde in Zusammenarbeit zwischen der ETH Zürich, der EMPA und IBM das „Binnig and Rohrer Nanotechnology Center“ eröffnet. Es soll den Wissenschaftlern der Partner das Forschen auf atomarer Ebene ermöglichen. Im gleichen Jahr wurde das Labor von IBM Zurich Research Laboratory in IBM Research – Zurich umbenannt.

## Gegenwart
Heute arbeiten etwa 350 Menschen aus mehr als 30 Ländern am Zürcher IBM-Labor.

## Persönlichkeiten
- Georg Bednorz (* 1950), Physiker, Nobelpreisträger
- Gerd Binnig (* 1947), Physiker, Nobelpreisträger
- Gian-Luca Bona (* 1957), ehemaliger Direktor der Eidgenössische Materialprüfungs- und Forschungsanstalt
- Alessandro Curoni, IBM Fellow
- Evangelos S. Eleftheriou, IBM Fellow
- Karl Alexander Müller (1927–2023), Physiker, Nobelpreisträger
- Heike E. Riel (* 1971), Physikerin, IBM Fellow
- Heinrich Rohrer (1933–2013), Physiker, Nobelpreisträger
- Ambros Speiser (1922–2003), Ingenieur, erster Labordirektor
- Gottfried Ungerböck (* 1940), Nachrichtentechniker, IBM Fellow
- Karl-Heinz Rieder (1942–2017), Physiker, Professor, Freie Universität Berlin